# Anna Anni
Anna Anni (1926 - 1 de janeiro de 2011) foi uma figurinista italiana.